# Riad Sattouf
Riad Sattouf (París, 5 de mayo de 1978) es un historietista y director de cine francés. Sus obras más conocidas son las novelas gráficas El árabe del futuro y Los cuadernos de Esther.

## Biografía
Sattouf nació en París en 1978, siendo el hijo mayor de un padre sirio y una madre francesa. El trabajo de su padre como profesor universitario le llevó a pasar su infancia en Libia y en Siria, hasta que con 12 años regresó a Francia y se estableció con su madre en Rennes. Tras formarse en bellas artes, ingresó en la escuela Pivaut de Nantes y posteriormente en la escuela de animación de Gobelins.
A través del dibujante Olivier Vatine conoció al editor francés Guy Delcourt, con el que editaría su primera obra Petit Verglas (2000). Posteriormente se dedicó a publicar cómics autobiográficos. En 2003 ganó un premio del Festival de Angulema al «mejor guion» por su primera serie, Les Pauvres Aventures de Jérémie. Y en 2010 volvió a ser galardonado en ese evento, esta vez al «mejor álbum» por el tercer tomo de la historieta satírica Pascal Brutal.
Entre 2004 y 2014 inició la serie de tiras cómicas La vida secreta de los jóvenes en el semanario Charlie Hebdo. La obra fue recopilada en tres volúmenes, y Canal+ hizo una adaptación a serie de televisión.
Posteriormente se marchó a la revista Le Nouvel Obs y en 2014 inició una nueva serie, Los cuadernos de Esther, basada en la visión del mundo y las historias que le contaba una niña llamada Esther A., con nueve años al comienzo de la publicación; cada volumen cuenta un año de vida de su protagonista. En 2018, la saga recibió el premio Max und Moritz, el galardón más prestigioso del ámbito alemán. Hasta 2021 se habían publicado seis entregas traducidas en múltiples idiomas. Además, Canal+ hizo una adaptación a serie de animación que recoge los tres primeros volúmenes.
Su mayor éxito de crítica y ventas llegó con la novela autobiográfica El árabe del futuro, basada en episodios familiares y especialmente de su infancia en Libia y Siria, gobernadas en aquella época por Muamar el Gadafi y Háfez al-Ásad. La serie llegó a su fin en 2022 con la publicación del sexto volumen en 2022. En 2024, sin embargo, la saga de la familia Sattouf comenzó de nuevo a través del spin-off titulado Moi, Fadi, le frère volé. Tome 01 (1986-1994).
Con el primer tomo de El árabe del futuro Sattouf volvió a ganar en 2015 el premio al «mejor álbum» de Angulema.
Sattouf ha sido también director y coguionista (junto con Marc Syrigas) de la película Les beaux gosses (2009), que ganó el premio César a la «mejor ópera prima» en 2010 y fue seleccionada en la Quincena de Realizadores del Festival de Cannes. En 2014 estrenó su segunda película, Jacky au royaume des filles. El actor principal de ambas películas, Vincent Lacoste, es a su vez el protagonista de la serie Le jeune acteur: aventures de Vincent Lacoste au Cinéma, cuyo primer volumen se ha publicado en 2021 y en el que Sattouf retrata los inicios de su carrera profesional.
En 2023, Riad Sattouf fue galardonado con el Gran Premio de la Ciudad de Angulema, la distinción más prestigiosa de la historieta franco-belga. El autor se impuso en la terna final a las candidaturas de Catherine Meurisse y de la estadounidense Alison Bechdel.

## Estilo
La obra de Sattouf se caracteriza por un estilo de dibujo sintético y caricaturesco. La única excepción es su ópera prima Petit Verglas, que destaca por su dibujo realista. La mayor parte de las obras que ha guionizado están basadas en experiencias personales, bien autobiográficas o bien inspiradas en su círculo próximo.
Una de sus particularidades es el uso de colores simples para reforzar la narrativa. En El árabe del futuro, el entintado es en blanco y negro y se utiliza un solo color de base en cada país, asegurando la localización de la historia y el aspecto de un relato infantil. Cuando quiere destacar un elemento que irrumpe en la escena, como las onomatopeyas, el autor recurre a otro color simple. Esta idea se repite en Los cuadernos de Esther, donde suelen utilizarse dos colores: uno de base para contar la historia, y otro para distinguir elementos dispares como flashbacks, efectos sonoros, dibujos basados en imagen real o una iluminación diferenciada.

## Obra

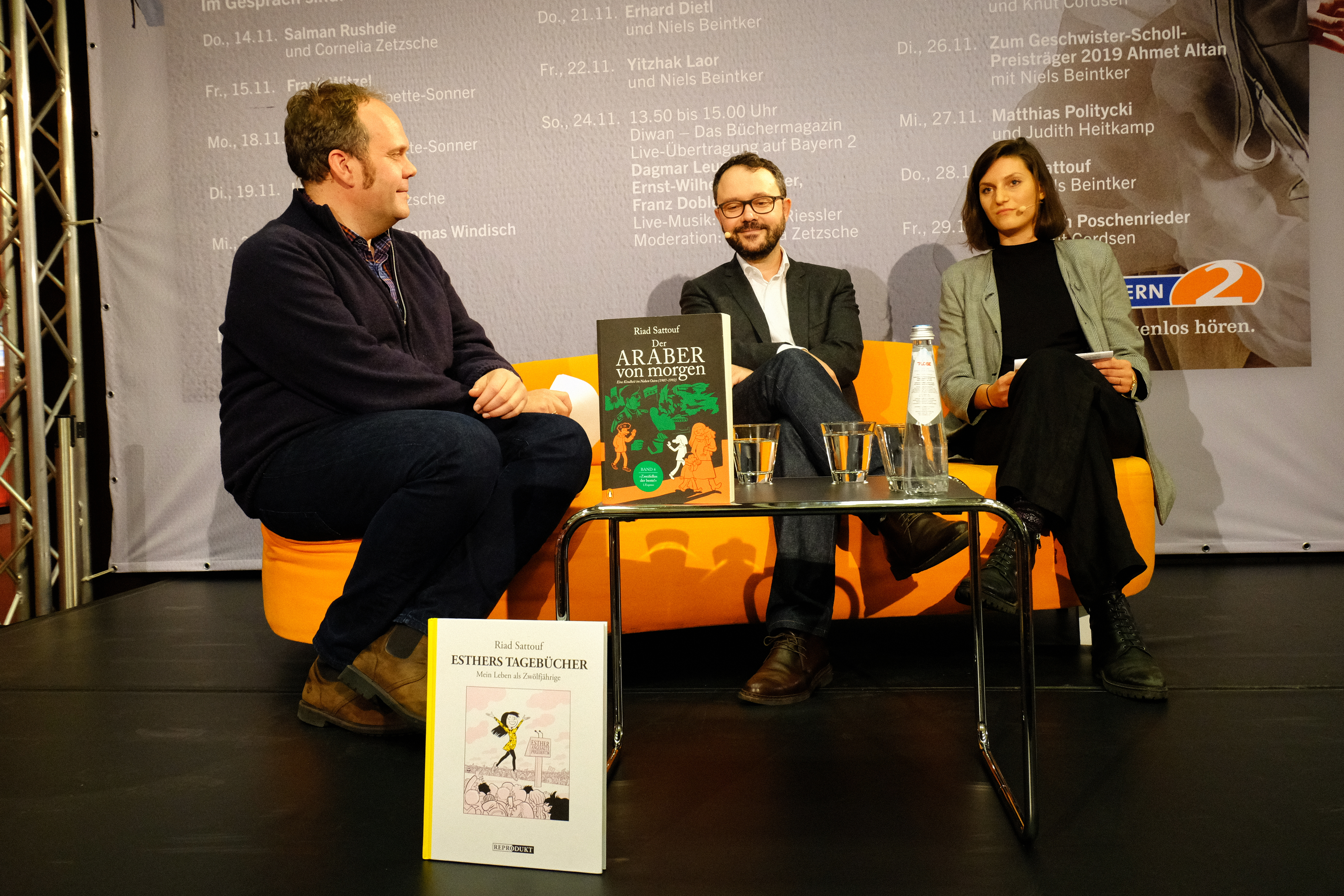
Riad Sattouf en la Feria del Libro de Múnich de 2019, con ejemplares de El árabe del futuro y de Los cuadernos de Esther.

### Cine
| Título                      | Año  | Duración   | Presupuesto      | Taquilla         |
| --------------------------- | ---- | ---------- | ---------------- | ---------------- |
| Les beaux gosses            | 2009 | 90 minutos | 3 500 000 euros  | 14 750 000 euros |
| Jacky au royaume des filles | 2014 | 93 minutos | 11 000 000 euros | 1 700 000 euros  |

## Premios y reconocimientos

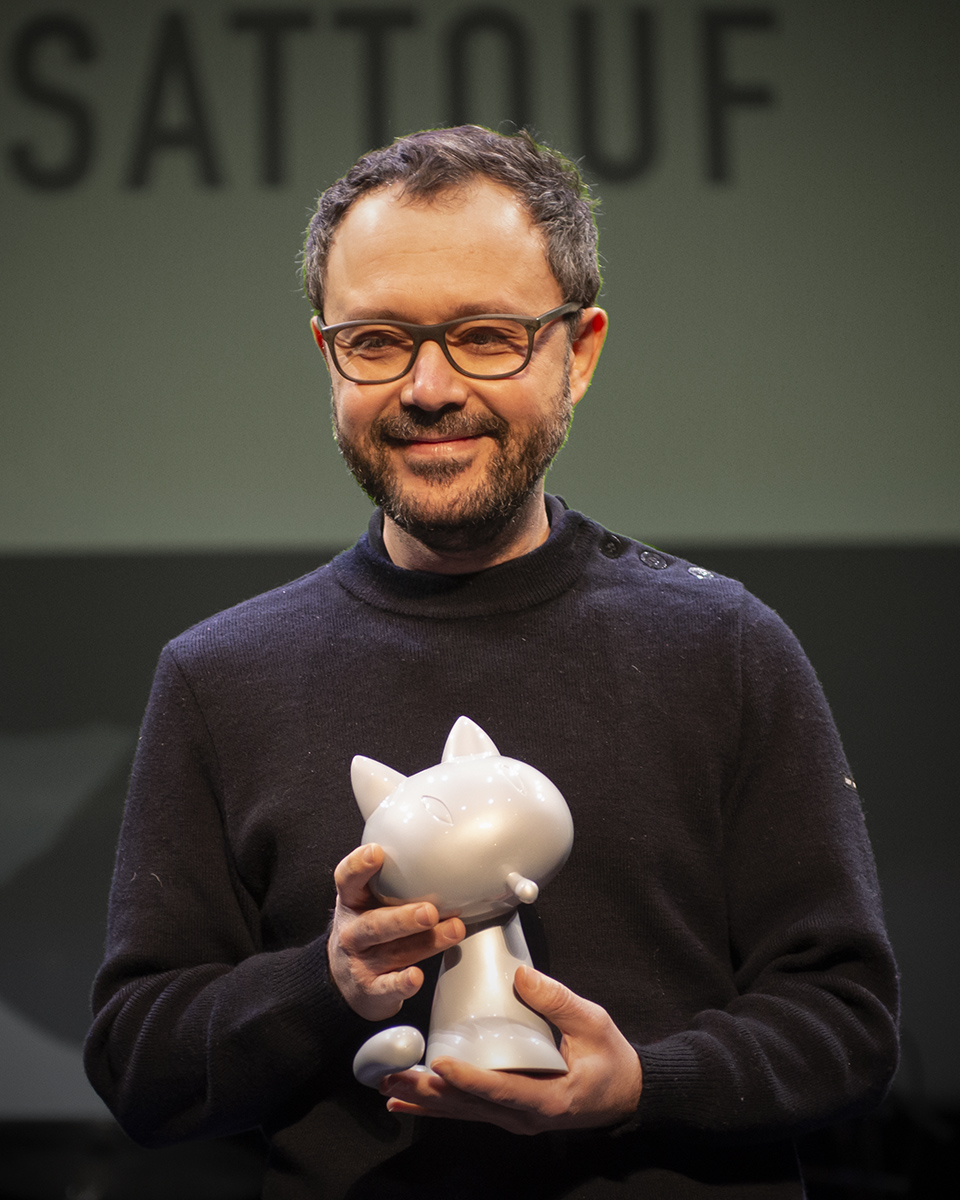
Sattouf recibe el Gran Premio de la Ciudad de Angulema (2023).

### Historieta
- Premio René-Goscinny al «mejor guion» en Angulema por Les pauvres aventures de Jérémie (2003)[2]
- Premio Fauve d'Or al «mejor álbum» en Angulema por Pascal Brutal (2010)[2]
- Premio Fauve d'Or al «mejor álbum» en Angulema por El árabe del futuro (2015)[2]
- Premio literario de Los Angeles Times a la «mejor novela gráfica» por El árabe del futuro (2017)[19]
- Premio Max y Moritz a la «mejor serie de animación» por Los cuadernos de Esther (2018)[20]
- Gran Premio de la Ciudad de Angulema por el conjunto de su trayectoria (2023)[14]

### Cine
- Premio César a la «mejor ópera prima» por Les beaux gosses (2010)[11]

### Condecoraciones
- Orden de las Artes y las Letras (2016)[21]
- Caballero de la Orden Nacional del Mérito (2017)[22]